# Put Your Records On (Ritt Momney)
Put Your Records On è un singolo del cantante statunitense Ritt Momney, pubblicato il 24 aprile 2020.

## Descrizione
Il brano, divenuto virale grazie a TikTok, è una cover lo-fi indie pop e indie rock della canzone omonima di Corinne Bailey Rae.

## Video musicale
Il video è stato reso disponibile il 19 novembre 2020.

## Tracce
Testi e musiche di Jack Rutter, Corinne Bailey Rae e Steve Chrisanthou.
1. Put Your Records On – 3:30

## Formazione
- Ritt Momney – voce, produzione, mastering, missaggio

## Classifiche

### Classifiche settimanali
| Classifica (2020-21) | Posizione massima |
| -------------------- | ----------------- |
| Australia            | 10                |
| Austria              | 27                |
| Belgio (Fiandre)     | 49                |
| Belgio (Vallonia)    | 63                |
| Canada               | 39                |
| Danimarca            | 30                |
| Francia              | 133               |
| Germania             | 52                |
| Grecia               | 39                |
| Irlanda              | 18                |
| Islanda              | 21                |
| Lituania             | 18                |
| Norvegia             | 12                |
| Nuova Zelanda        | 8                 |
| Paesi Bassi          | 31                |
| Portogallo           | 30                |
| Regno Unito          | 25                |
| Repubblica Ceca      | 65                |
| Slovacchia           | 67                |
| Stati Uniti          | 30                |
| Svezia               | 23                |
| Svizzera             | 34                |

### Classifiche di fine anno
| Classifica (2021) | Posizione |
| ----------------- | --------- |
| Stati Uniti       | 93        |